# Ginetta Sagan
Ginetta Sagan, nata Ginetta Moroni (Milano, 1925 – Atherton, 25 agosto 2000), è stata un'attivista e partigiana italiana naturalizzata statunitense, particolarmente nota per il suo impegno in Amnesty International in difesa dei prigionieri di coscienza.

## Biografia

### Giovinezza
Nata da padre cattolico e madre ebrea, la quale fu costretta a falsificare i propri documenti per identificarsi come cristiana nel periodo dell'antisemitismo. Entrambi medici antifascisti attivi nella Resistenza, morirono quando Ginetta era ancora ragazza, nel 1943, il padre per mano delle Brigate Nere, fucilato, la madre dopo essere stata deportata nel campo di concentramento di Auschwitz.

### Guerra partigiana
Ginetta fin da giovane seguì le orme dei genitori, occupandosi di fornire cibo e vestiti agli ebrei fuggiaschi. Dopo la loro morte si impegnò poi come staffetta partigiana nell'Italia settentrionale, oltre a distribuire volantini antigovernativi. In un'occasione, si travestì da donna delle pulizie per sottrarre carte intestate dagli uffici governativi, così da poter essere usate per creare dei lasciapassare per la Svizzera. Per via della sua energia e della sua piccola corporatura, venne soprannominata Topolino.
Nel 1945 venne catturata e torturata per 45 giorni dalle Brigate Nere per delazione di un infiltrato, ma nonostante ciò restò fedele ai suoi compagni, non rivelando alcuna informazione. Quando venne salvata, grazie all'aiuto di due tedeschi disertori, tornò alla sua mansione, assicurando la salvezza di più di 300 persone. Ha proseguito per tutta la vita a festeggiare la data della sua liberazione, il 23 Aprile.

### Dopoguerra
Nello stesso anno si trasferì a Parigi per studiare alla Sorbona e più tardi emigrò negli Stati Uniti per andare a studiare all'Università dell'Illinois a Chicago, specializzandosi nel campo dello sviluppo dei bambini. Lì conobbe il suo futuro marito Leonard Sagan, studente di medicina, dal quale ebbe tre figli. Dopo il loro matrimonio, per via del lavoro del marito, si trasferì a Washington, dove ebbe modo di lavorare part-time impartendo lezioni di cucina alle mogli dei membri del Congresso degli Stati Uniti d'America. Tuttavia non cessò mai il suo impegno a favore dei diritti dell'uomo e una volta stabilitasi ad Atherton nel 1968 vi fondò il diciannovesimo gruppo statunitense di Amnesty International. Il gruppo crebbe a tal punto da diventare in seguito il primo ufficio regionale della West Coast dell'organizzazione. In breve, fu conosciuta in tutto il mondo per il suo impegno a favore dei diritti dell'essere umano, in particolar modo contro i maltrattamenti su donne e bambini.
Nel 1971 Ginetta organizzò un concerto con Joan Baez per raccogliere fondi per i prigionieri politici in Grecia. Vi parteciparono più di 10000 persone, e grazie al suo impegno il numero di membri aderenti ad Amnesty International aumentò esponenzialmente. Inoltre, nel 1973, fondò il primo bollettino dell'organizzazione, Matchbox.
Nel 1981 creò la fondazione Aurora, con lo scopo di rendere note a tutti le violazioni dei diritti umani avvenute in particolare in Polonia e Vietnam.
Per il suo impegno, nel 1994 ha ricevuto da Bill Clinton la "Medaglia della libertà", la più alta onorificenza statunitense. In quella occasione Clinton affermò che "il nome di Ginetta Sagan è sinonimo di lotta per i diritti umani nel mondo". Lo stesso anno Amnesty ha creato in suo onore il "Ginetta Sagan Fund" contro gli abusi su donne e bambini.
Nonostante tutti i suoi meriti, le vennero mosse anche delle critiche, in particolar modo su come negli anni Settanta spostò l'attenzione dalle proteste contro gli abusi delle truppe statunitensi nella Guerra del Vietnam a quelle contro gli abusi dei campi di rieducazione nel Vietnam del Nord dopo la fine della guerra. Un suo collega ha ricordato come gli attivisti contro la guerra fossero furiosi sul fatto che lei avesse criticato il regime comunista vietnamita nello stesso modo col quale aveva osteggiato le forze armate degli Stati Uniti.
Ginetta è morta di cancro nella sua casa di Atherton, in California, nell'agosto del 2000. Ancora oggi, Amnesty International U.S.A. consegna ogni anno il premio "Ginetta Sagan Award" per meriti umanitari in favore di donne e bambini.

## Riconoscimenti e onorificenze
Nel 1987 vinse il premio Jefferson Award for Public Service nella categoria "Greatest Public Service Benefiting the Disadvantaged".
Il 27 dicembre 1995 ricevette l'onorificenza di Grande ufficiale dell'Ordine al merito della Repubblica Italiana.
Nel 1996 il Presidente degli Stati Uniti Bill Clinton le conferì la Medaglia Presidenziale della Libertà; nella motivazione, egli affermò che "il nome di Ginetta Sagan è sinonimo di lotta per i diritti umani in tutto il mondo. Lei rappresenta per tutti il trionfo dello spirito umano sulla tirannia."

## Ginetta Sagan Fund
In suo onore, Amnesty International USA istituì nel 1994 un premio annuale di 20000 dollari statunitensi, denominato Ginetta Sagan Fund, assegnato ad una o più donne "che stanno lavorando per proteggere la libertà e le vite di donne e bambini in aree dove le violazioni dei diritti umani sono diffusi".
Le vincitrici di questo premio sono state (in ordine cronologico):
- 1997: Mangala Sharma, Bhutan
- 1998: Beatrice Mukansinga, Ruanda
- 1999: Adriana Portillo-Bartow, El Salvador
- 1999: Sima Wali, Afghanistan
- 2000: Helen Akongo, Uganda; Giulia Tamayo Leon, Perù; Hina Jilani, Pakistan
- 2002: Jeannine Mukanirwa, Repubblica Democratica del Congo
- 2003: Sonia Pierre, Repubblica Dominicana
- 2004: Nebahat Akkoc, Turchia
- 2005: Hawa Aden Mohamed, Somalia
- 2006: Ljiljana Raičević, Serbia e Montenegro
- 2007: Lydia Cacho Ribeiro, Messico
- 2008: Betty Makoni, Zimbabwe
- 2009: Yolanda Becerra Vega, Colombia
- 2010: Rebecca Masika Katsuva, Repubblica Democratica del Congo
- 2012: Jenni Williams, Zimbabwe
- 2014: Magda Alli e Suzan Fayad, Egitto
- 2015: Amal Khalifa Habbani, Sudan
- 2016: Julienne Lusenge, Repubblica Democratica del Congo
- 2017: Charon Asetoyer, Popolo Comanche
- 2018: Dorothy Njemanze, Nigeria
- 2019: Victoria Nyanjura, Uganda; Malika Abubakarova, Russia